# Louisiana Open
Het Louisiana Open  is een jaarlijks golftoernooi in de Verenigde Staten, dat deel uitmaakt van de Web.com Tour. Het werd opgericht in 1992 en wordt sindsdien altijd gespeeld op de Le Triomphe Golf & Country Club in Broussard, Louisiana. Sinds 2003 is Chitimacha hoofdsponsor van dit toernooi en wordt sindsdien georganiseerd als het Chitimacha Louisiana Open.
Het toernooi wordt gespeeld in een strokeplay-formule van vier ronden en na de tweede ronde wordt de cut toegepast.

## Winnaars
| Jaar                      | Winnaar                  | Score                    | Score                    | Info                                                 |
| Ben Hogan Louisiana Open  | Ben Hogan Louisiana Open | Ben Hogan Louisiana Open | Ben Hogan Louisiana Open | Ben Hogan Louisiana Open                             |
| ------------------------- | ------------------------ | ------------------------ | ------------------------ | ---------------------------------------------------- |
| 1992                      | Sean Murphy              | 200                      | –16                      | 54-holes (regenweer)                                 |
| Nike Louisiana Open       |                          |                          |                          |                                                      |
| 1993                      | R. W. Eaks               | 273                      | –15                      |                                                      |
| 1994                      | Bill Porter              | 276                      | –12                      |                                                      |
| 1995                      | Stan Utley               | 268                      | –20                      |                                                      |
| 1996                      | Paul Stankowski          | 266                      | –22                      |                                                      |
| 1997                      | Joe Daley                | 198                      | –18                      | 54-holes (regenweer)                                 |
| 1998                      | John Wilson              | 274                      | –14                      |                                                      |
| 1999                      | Matt Gogel               | 277                      | –11                      |                                                      |
| Buy.com Louisiana Open    |                          |                          |                          |                                                      |
| 2000                      | Rob McKelvey             | 274                      | –14                      |                                                      |
| 2001                      | Paul Claxton             | 271                      | –17                      |                                                      |
| Louisiana Open            |                          |                          |                          |                                                      |
| 2002                      | Steven Alker po          | 264                      | –24                      | Won de play-off van Mike Heinen                      |
| Chitimacha Louisiana Open |                          |                          |                          |                                                      |
| 2003                      | Brett Wetterich          | 264                      | –24                      |                                                      |
| 2004                      | Jimmy Walker             | 272                      | –16                      |                                                      |
| 2005                      | Ryan Hietala             | 270                      | –18                      |                                                      |
| 2006                      | Johnson Wagner           | 272                      | –12                      | De par van de golfbaan werd aangepast van 72 naar 71 |
| 2007                      | Skip Kendall po          | 268                      | –16                      | Won de play-off van Paul Claxton                     |
| 2008                      | Gavin Coles              | 272                      | –12                      |                                                      |
| 2009                      | Bubba Dickerson po       | 274                      | –10                      | Won de play-off van Brian Vranesh                    |
| 2010                      | Fabián Gómez             | 269                      | –15                      |                                                      |
| 2011                      | Brett Wetterich          | 271                      | –13                      |                                                      |
| 2012                      | Casey Wittenberg         | 260                      | –24                      |                                                      |
| 2013                      | Edward Loar              | 267                      | –17                      |                                                      |
| 2014                      | Kris Blanks po           | 270                      | –14                      | Won de play-off van Brett Stegmaier                  |
| 2015                      |                          |                          |                          |                                                      |
| 2016                      | Wesley Brian             | 270                      | -14                      |                                                      |

| Toernooirecord |  | po = winnaar na play-off |